# Religieuses de l'Assomption
Pour les articles homonymes, voir Assomption (homonymie).
Les Religieuses de l'Assomption forment une congrégation religieuse féminine éducatrice et adoratrice de droit pontifical.

## Histoire
Sur le conseil de l'abbé Théodore Combalot, Marie-Eugénie de Jésus (1817-1898) fonde la congrégation à Paris en 1839 à 22 ans et rédige des constitutions inspirées de la règle de saint Augustin ; celles-ci sont approuvées par l'archevêque de Paris en 1840.
Après la rupture avec l'abbé Combalot, elle se met sous la direction spirituelle du père Emmanuel d'Alzon en 1841, alors qu’elle est supérieure des religieuses de l’Assomption. Elle fait sa profession religieuse à Noël 1844.
Très vite, la congrégation connaît une extension rapide : fondations en France en 1839, Afrique du Sud en 1849, Angleterre en 1850. L'institut reçoit le décret de louange le 2 avril 1855 et l'autorisation impériale en 1856 lui donnant droit de cité en France ; il est agrégé à l'ordre de Saint-Augustin le 8 juin 1966.
À cette date, les religieuses acquièrent à Auteuil, le château et le parc de la Tuilerie, où elles font construire leur monastère et établissent un pensionnat de jeunes filles. L’approbation officielle romaine est accordée en 1867 et les constitutions sont approuvées définitivement en 1888. Les fondations continuent : Espagne en 1865, Nouvelle-Calédonie en 1873, Italie en 1888, Nicaragua et Philippines en 1892, Salvador en 1895.

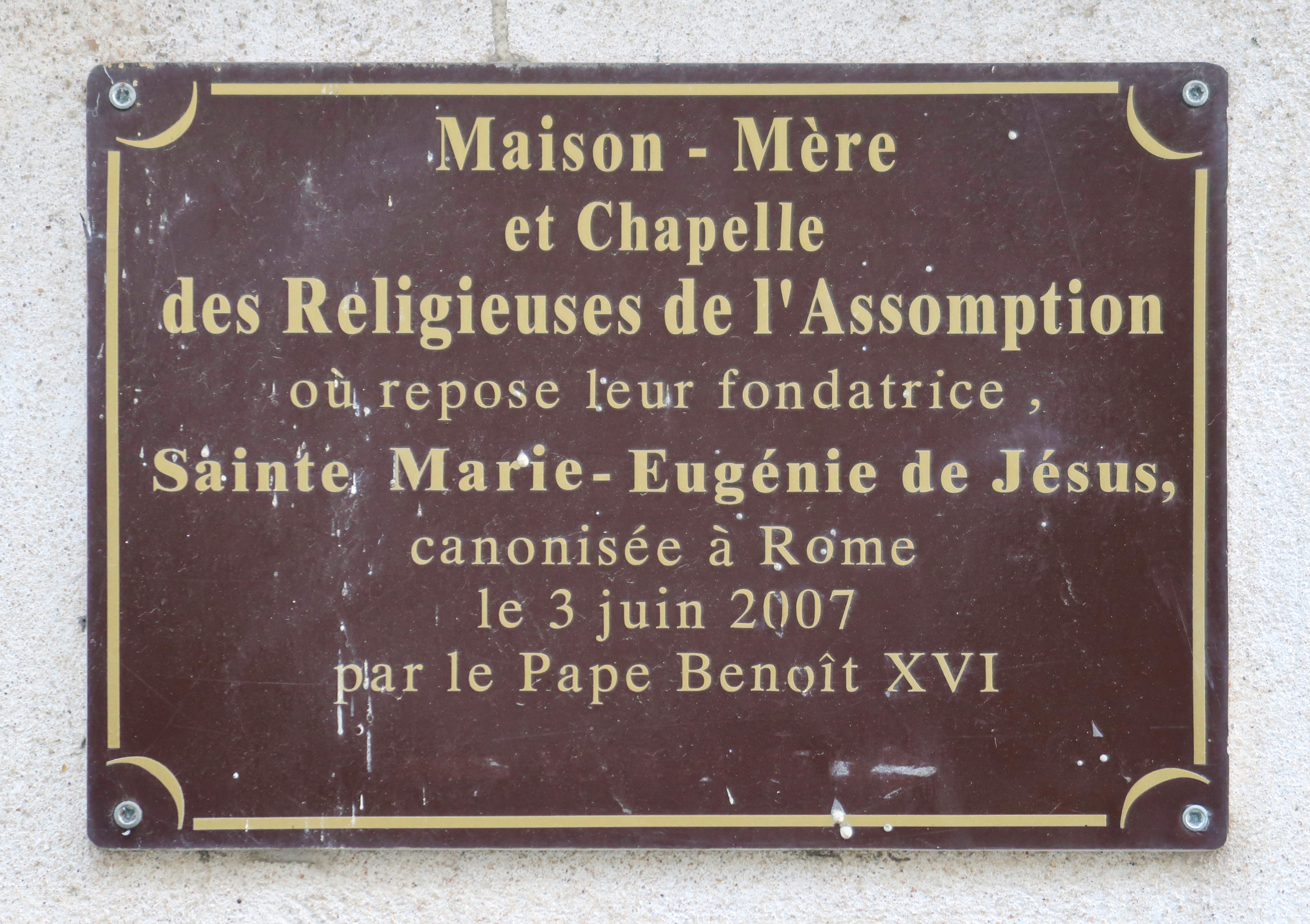
Plaque au n° 17 rue de l'Assomption (Paris).

La fondatrice est déposée de sa charge en 1894 à l’âge de 77 ans. Elle meurt le 10 mars 1898. Elle est béatifiée le 9 février 1975 par le pape Paul VI et canonisée le 3 juin 2007 par le pape Benoît XVI.
Les Religieuses de l'Assomption sont expulsées en 1906 du domaine d'Auteuil ; elles y reviennent en 1953 et y établissent leur maison-mère dans une dépendance de l'ancienne propriété, au 17 rue de l’Assomption, les bâtiments du monastère et du pensionnat ayant été détruits en 1927 et la plus grande partie du domaine lotie en 1928 pour aménager un quartier résidentiel. Il subsistait cependant un jardin qui s’étend jusqu’à l’avenue du Recteur-Poincaré, dans lequel une chapelle dédiée à Notre-Dame de l’Assomption a été édifiée en 1961 par l’architecte Noël Le Maresquier.

### Fusions
En 1968 a lieu une fusion avec la congrégation des gardiennes adoratrices de l'Eucharistie, dites Sœurs de Saint-Aignan fondées en 1853 à Orléans par Mère Thérèse de la Croix. Le but de la congrégation était l'éducation de la jeunesse avec pensionnat, les soins infirmiers et l'adoration du saint sacrement.
En 2016, une fusion est réalisée avec les Sœurs augustines de Notre-Dame de Paris, nées de l'Union des augustines de Paris et celle du Précieux-Sang d'Arras.

### Supérieures générales
Leur histoire capitulaire — 30 chapitres généraux pour l'instant — reflète la succession des supérieures générales :
- Mère Marie-Eugénie de Jésus (1844-1894)
- Mère Marie-Célestine du Bon-Pasteur, née Frances Mac Donell (1848-1921), vicaire générale de 1894 à 1898, supérieure générale de 1898 à 1921.
- Mère Marie-Catherine de l'Enfant-Jésus, née Amélie Doumet (1852-1921), supérieure générale trois mois en 1921
- Mère Marie-Joanna de l'Incarnation, née Jeanne Saleur (1874-1966), supérieure générale de 1922 à 1953
- Mère Marie-Denyse du Saint-Sacrement, née Denyse Blachère (1905-1985), supérieure générale de 1953 à 1970
- Sœur Hélène-Marie du Saint-Sacrement, née Hélène Bories (1929-1999), supérieure générale de 1970 à 1982
- Sœur Clare Teresa Tjader (1937-), supérieure générale de 1982 à 1994
- Sœur Maria Cristina Gonzalez (1948-), supérieure générale de 1994 à 2006
- Sœur Diana Wauters, supérieure générale de 2006 à 2012
- Sœur Martine Tapsoba, supérieure générale de 2012 à 2018
- Sœur Rekha M. Chennattu, supérieure générale, élue la première fois en 2018 et réélue en 2024 pour un deuxième mandat

## Activités et diffusion
Les Religieuses de l'Assomption sont une congrégation contemplative et apostolique. Leur charisme prend sa source dans le Christ, dans le mystère de l'Incarnation. Toute leur vie est adoration. Elles se consacrent, en collaboration avec de nombreux laïcs, à l'éducation, sous des formes multiples ; elles souhaitent être proches des peuples parmi lesquels elles vivent.
Elles sont présentes en : 
- Europe : Angleterre, Belgique, Espagne, France, Italie, Lituanie.
- Asie : Inde, Japon, Philippines, Thaïlande, Vietnam.
- Amérique : Argentine, Brésil, Cuba, Équateur, Guatemala, Mexique, Nicaragua, Salvador, États-Unis.
- Afrique : Bénin, Burkina Faso, Cameroun, République démocratique du Congo, Côte-d'Ivoire, Guinée, Kenya, Madagascar, Niger, Rwanda, Tanzanie, Togo, Tchad.

La maison-mère est située au n° 17 rue de l'Assomption (16e arrondissement de Paris).

Maison-mère des religieuses de l'Assomption
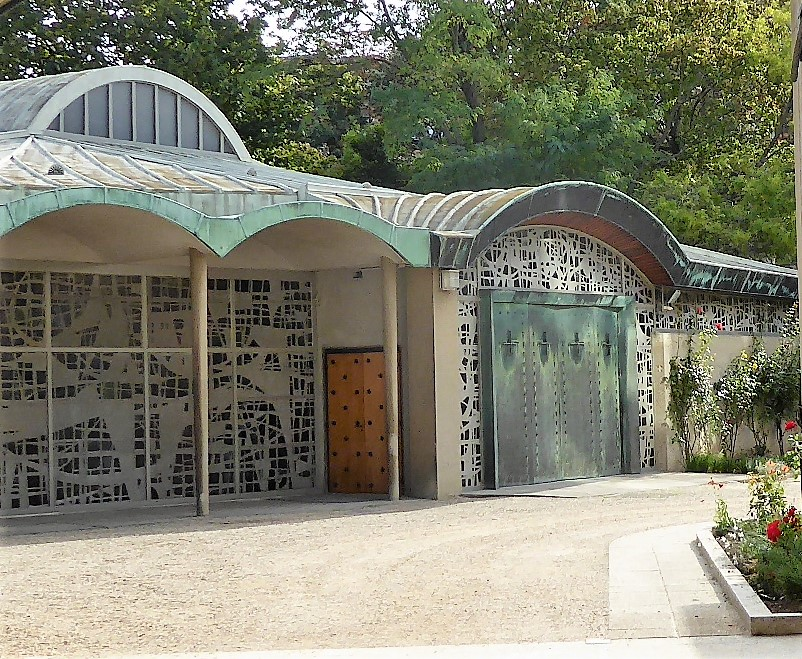
Chapelle des sœurs de l'Assomption.
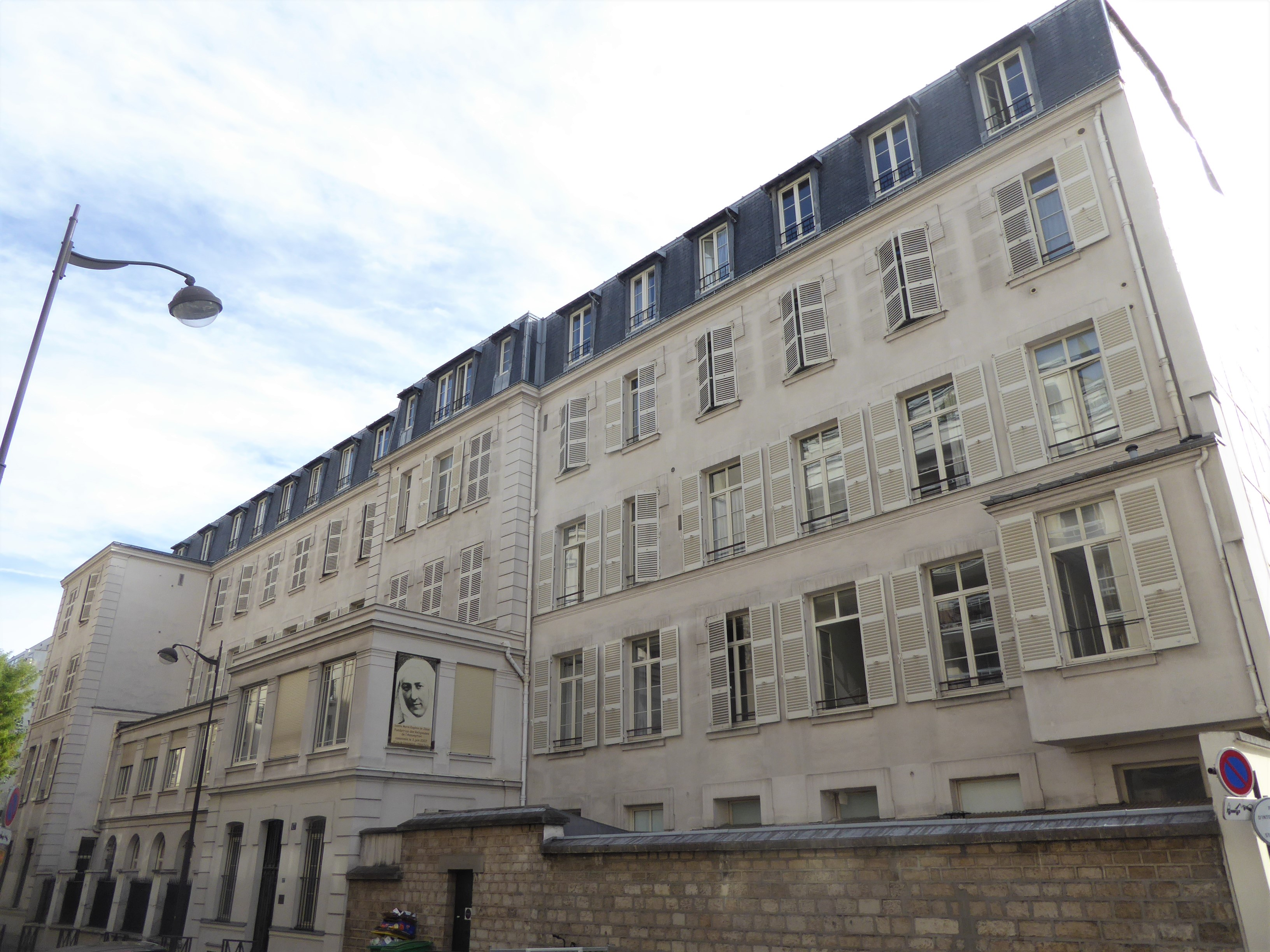
Maison mère des religieuses de l'Assomption.

En 2017, la congrégation comptait 1 231 sœurs dans 167 maisons.